# Yu o Wakasu Hodo no Atsui Ai
Yu o Wakasu Hodo no Atsui Ai é um filme de drama japonês de 2017 dirigido e escrito por Ryōta Nakano. Foi selecionado como representante de seu país ao Oscar de melhor filme estrangeiro em 2018.

## Elenco
- Rie Miyazawa - Futaba Sachino
- Hana Sugisaki - Azumi Sachino
- Joe Odagiri - Kazuhiro Sachino
- Tori Matsuzaka
- Aoi Itō
- Yukiko Shinohara
- Tarō Suruga